# Edificio Cénit

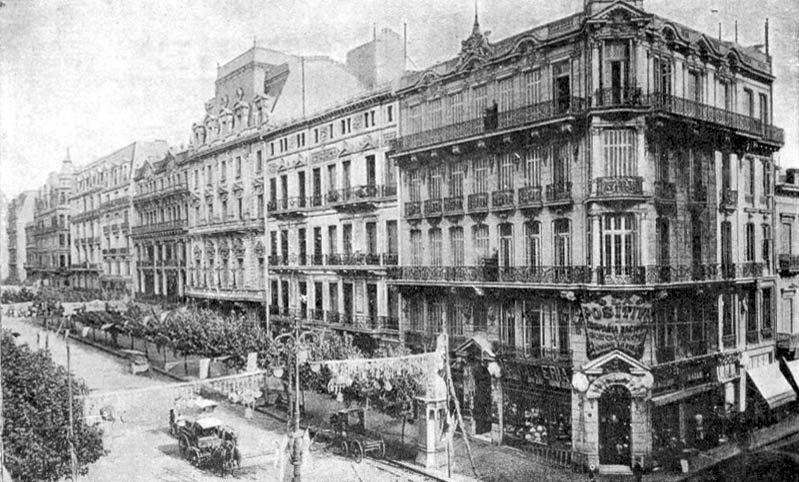
A la derecha, el edificio art nouveau que ocupó esa esquina entre 1900 y 1969.

El Edificio Cénit es un edificio de oficinas de estilo moderno ubicado en la Avenida de Mayo en su esquina con la calle peatonal Perú en el centro de la ciudad de Buenos Aires, Argentina.
Fue diseñado por el arquitecto Carlos Corona y construido por la empresa de Eugenio Grasetto en el año 1971. Es uno de los pocos edificios de estilo moderno que se han permitido construir en la Avenida de Mayo, que se caracteriza por sus construcciones de estilo europeo de fines del siglo XIX y comienzos del XX.
El edificio posee 14 pisos en altura y un entrepiso destinados a oficinas, y  en la actualidad (año 2021) su planta baja es ocupada por tres locales comerciales de diferentes rubros: agencia de lotería, cadena de venta de calzado informal y tienda oficial distribuidora de Movistar;  durante muchos años ocupó la esquina la tienda discos Musimundo.  Las empresas alojadas en  las oficinas son compañías aseguradoras (Federación Patronal), empresas de sistemas,  brokers de seguros,   despachantes de aduana, turismo (Avantrip), estudios contables, estudios de abogados, organizadora de eventos, ferias empresariales y convenciones, desarrolladoras de productos financieros, entre otros rubros. 
El edificio fue construido en el año 1973, sus plantas de 250 m² son libres, y hay oficinas  con tipologías de 248 m², 62, 74 y 104 m².
Alojaba a la compañía Federación Patronal Seguros S.A. y poseía un reloj analógico a la altura de su entrepiso en la esquina que lo caracterizaba.